# 65848 Enricomari
65848 Enricomari è un asteroide della fascia principale. Scoperto nel 1997, presenta un'orbita caratterizzata da un semiasse maggiore pari a 3,0397473 UA e da un'eccentricità di 0,3888569, inclinata di 11,60020° rispetto all'eclittica.